# Aglossorrhyncha
Aglossorrhyncha  – rodzaj roślin z rodziny storczykowatych (Orchidaceae). Należy do niego 13 gatunków, zarówno epifitycznych, jak i naziemnych. Rośliny posiadają zwykle rozgałęzione i spłaszczone kłącza, korzenie czasem owłosione, liście liczne. Kwiatostan z jednym lub dwoma kwiatami. Kwiaty białe, zielone lub żółte z bardzo często ciemnozieloną, łódeczkowatą warżką. 
Gatunki rodzaju Aglossorrhyncha są głównie epifitami i rosną na wzgórzach oraz w górskich lasach, także na wzniesieniach oraz na ziemi wśród krzewów. Dolna część łodygi jest często ukryta wśród mchów. Rośliny z tego rodzaju rosną na wysokości od około 350 m aż do 2800 m.
Gatunki z tego rodzaju występują w Azji Południowo-Wschodniej i Oceanii: Wyspy Korzenne, Archipelag Bismarcka, Nowa Gwinea, Wyspy Salomona, Fidżi, Vanuatu.

## Systematyka
Rodzaj sklasyfikowany do podplemienia Coelogyninae w plemieniu Arethuseae, podrodzina epidendronowe (‘’ Epidendroideae’’), rodzina storczykowate (Orchidaceae), rząd szparagowce (Asparagales) w obrębie roślin jednoliściennych.
Wykaz gatunków
- Aglossorrhyncha aurea Schltr.
- Aglossorrhyncha biflora J.J.Sm.
- Aglossorrhyncha bilobula Kores
- Aglossorrhyncha fruticicola J.J.Sm.
- Aglossorrhyncha galanthiflora J.J.Sm.
- Aglossorrhyncha jabiensis J.J.Sm.
- Aglossorrhyncha lucida Schltr.
- Aglossorrhyncha micronesiaca Schltr.
- Aglossorrhyncha peculiaris J.J.Sm.
- Aglossorrhyncha serrulata Schltr.
- Aglossorrhyncha stenophylla Schltr.
- Aglossorrhyncha torricellensis Schltr.
- Aglossorrhyncha viridis Schltr.